# Лава (Сурський район)
Лава (рос. Лава) — село в Сурському районі Ульяновської області Російської Федерації.
Населення становить 774 особи. Входить до складу муніципального утворення Лавинське сільське поселення.

## Історія
Від 2004 року входить до складу муніципального утворення Лавинське сільське поселення.

## Населення
| 2010 |
| ---- |
| 774  |